# Чакон, Ана Роса
Ана Роса Чакон (исп. Ana Rosa Chacón; 1889 — 28 марта 1985) — коста-риканская специалистка по медицинскому просвещению, педагог, феминистка и суфражистка. В 1953 году на первых выборах после получения женщинами избирательных прав в Коста-Рике Чакон стала одной из первых трёх женщин в стране, избранных на государственные должности.

## Биография
Ана Роса Чакон Гонсалес родилась в 1889 году в Сан-Хосе. Она училась в Colegio Superior de Señoritas, получив к 1907 году степень в области педагогики и физического воспитания. Изучала и реализовывала программы, направленные на укрепление здоровья детей посредством ритмических движений, в том числе танцев. В 1913 году вместе с Анхелой Акуньей Браун, Мариан Ле Каппеллен и Сарой Касаль она основала программу «La Gota de Leche» («Капля молока»), целью которой было обеспечение молоком детей из неблагополучных семей, а также обучение их матерей правильному питанию и поощрение грудного вскармливания.
В 1919 году Чакон участвовала в забастовке учителей под руководством Акуньи против авторитарого администрации президента Федерико Тиноко Гранадоса за нарушения трудового законодательства вместе с Матильдой Карранса, Лилией Гонсалес, Кармен Лирой, Викторией Мадригал, Виталией Мадригал, Эстер Де Мезервиль, Марией Ортис, Теодорой Ортис, Эстер Сильвой и Андреей Венегас. Основной проблемой для учителей были низкие зарплаты. Во время акции протеста был сожжён офис официальной правительственной газеты La Información. Многие из этих же учителей объединились в 1923 году по призыву мексиканской феминистки Элены Арисменди Мехия, которая жила в Нью-Йорке, издавала журнал Feminismo Internacional («Международный феминизм») и призвала женщин разных стран создавать филиалы Международной лиги иберийских и латиноамериканских женщин. В результате Чакон с единомышленницами основали первую феминистическую организацию в стране — Коста-риканскую феминистскую лигу (Liga Feminista Costarricense, LFC), секретарём которой она стала.
В 1925 году Лига выдвинула требование признания политических и гражданских прав женщин, утверждая, что без защиты закона они окажутся в невыгодном положении как в социальном, так и в экономическом плане. В 1931 году организация снова обратилась в Законодательное собрание с призывом предоставить женщинам право голоса. В 1934 году группа вновь организовала встречу с Конгрессом. Они созвали комиссию, занимающуюся различными профессиональными оценками, включая юридические, социологические, образовательные, литературные и медицинские аспекты. Чакон входила в комитет по образованию, и хотя законодатели согласились с тем, что требования женщин были законными, но не предприняли никаких действий. Чакон и другие феминистки продолжали отстаивать свое право голоса, встречаясь с каждым новым созывом парламнта — 1939, 1941, 1944, 1947 — пока, наконец, избирательное право не было предоставлено после гражданской войны в Коста-Рике в 1948 году.
В 1940 году Чакон вместе с Акуньей, Вирхинией Альбертацци, Гильерминой Белло, Лидией Фернандес и Эстер Линой Салазар участвовала в создании коста-риканского отделения Панамериканского круглого стола и Американской школы, чтобы получить стипендии для студентов, организовать обмен преподавателями, строить библиотеки и предложить образование домработницам. В 1943 году, когда президент Рафаэль Кальдерон Гуардия попытался изменить законы о выборах, чтобы манипулировать голосованием, Чакон была одной из лидеров протеста, заодно вновь подняв вопрос всеобщего избирательного права. Во время революции 1948 года она также участвовала в публичных демонстрациях. Как в журналистских статьях, так и в радиопередачах призывала к признанию гражданской ценности вклада женщин.
Чакон был одним из первых трех делегатов, получивших место в законодательном органе Коста-Рики. В 1953 году состоялись первые выборы, на которых женщинам было разрешено голосовать. Чакон, Мария Тереза Обрегон и Эстела Кесада получили по месту в парламенте. Она заседала с 8 мая 1954 по 8 мая 1958 года.
Ана Роса Чакон умерла 21 марта 1985 года.